# Carlo Alberto Graziani
Carlo Alberto Graziani (Roma, 29 marzo 1943) è un politico e giurista italiano, esponente del Partito Comunista Italiano, parlamentare europeo.

## Biografia
È stato eletto alle elezioni europee del 1984 per le liste del PCI. È stato membro della Commissione per la protezione dell'ambiente, la sanità pubblica e la tutela dei consumatori, della Commissione per le petizioni, della Delegazione per le relazioni con Svezia, Finlandia, Islanda e il Consiglio nordico, della Delegazione per le relazioni con i paesi dell'Asia del Sud.
Civilista, allievo di Michele Giorgianni,  è stato ordinario di Istituzioni di Diritto Privato presso la facoltà di Giurisprudenza dell'Università di Siena fino al 2013.